# روتا اونوریو
روتا اونوریو (انگلیسی: Rota Onorio; ۲۶ اکتبر ۱۹۱۹ – ۱۴ سپتامبر ۲۰۰۴) سیاستمدار اهل کیریباتی بود. وی از ۱۰ دسامبر ۱۹۸۲ تا ۱۸ فوریه ۱۹۸۳ به عنوان رئیس‌جمهور موقت کیریباتی فعالیت نمود.
روتا اونوریو در ۱۴ سپتامبر ۲۰۰۴، در سن ۸۴ سالگی درگذشت.